# Орак (Молдова)
Орак (рум. Orac) — село в Леовском районе Молдавии. Относится к сёлам, не образующим коммуну.

## География
Село расположено на высоте 65 метров над уровнем моря.

## Население
По данным переписи населения 2004 года, в селе Орак проживает 1037 человек (492 мужчины, 545 женщин).
Этнический состав села:
| Национальность | Число жителей | Процентный состав |
| -------------- | ------------- | ----------------- |
| молдаване      | 1027          | 99.04             |
| украинцы       | 4             | 0.39              |
| русские        | 3             | 0.29              |
| болгары        | 2             | 0.19              |
| румыны         | 1             | 0.1               |
| Всего          | 1037          | 100%              |